# Hanns Anton Brütsch

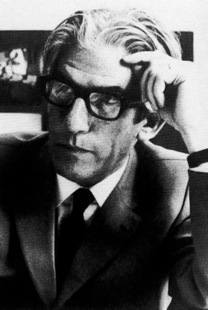
Hanns A. Brütsch

Hanns Anton Brütsch (* 11. Oktober 1916 in Basel; † 9. November 1997 in Zug) war ein Schweizer Architekt. Er gilt als einer der Erneuerer des modernen Kirchenbaus.

## Leben
Brütsch war ein Sohn des Architekten Ferdinand Brütsch-Cron, der als leitender Architekt beim Generalunternehmer Preiswerk & Co. AG, Basel, u. a. für den Bau der Redaktion der Basler Nachrichten sowie den Bau der Rheinbrücke in Kleinbasel verantwortlich zeichnete.
Nach der Mittelschule begann Brütsch seine Ausbildung 1934 mit einer Hochbauzeichnerlehre bei den Architekten Franz Bräuning, Hans Leu, Arthur Dürig. Nach dem Abschluss 1937 ging er zu dem Basler Hermann Baur, bei dem er insgesamt bis 1944 tätig war. Daneben besuchte er während zwei Jahren Vorlesungen an der Architekturabteilung der ETH Zürich bei Otto R. Salvisberg, Hans Hofmann und William Dunkel. Danach ging er nach Lausanne, wo William Vetter und Jean-Pierre Vouga in Arbeitsgemeinschaft das Kantonsspital planten. 1945 zog er nach Zug und begann, selbständig als Architekt in Partnerschaft mit Alois Stadler (1890–1977) zu arbeiten. 1953 wurde er in den Bund Schweizer Architekten aufgenommen. Ab 1958 war Brütsch alleiniger Inhaber seines Architekturbüros, bis er 1969 Edwin A. Bernet (* 1936) mit hereinnahm. 1986 zog er sich aus dem Büro zurück.
Während seiner Tätigkeit gewann Brütsch bei regionalen und nationalen Wettbewerben zwanzig erste Preise für öffentliche Bauten wie Kirchen, Schulen und Spitäler. Als Preisrichter und Einzelexperte war er in Kommissionen und Jurys tätig. Brütsch war u. a. Mitglied und Präsident des Zuger Bauforums sowie Jurypräsident und Stiftungsrat des nationalen Registers für Architekten. Er war zudem einer der Mitgründer der Zuger Kunstgesellschaft.
Hanns Anton Brütsch lebte bis zu seinem Tod im November 1997 in Zug. Seit 1945 war er verheiratet mit Marlis Brütsch-Giger. Zusammen hatten sie vier Kinder.

## Wichtige Bauten (Auswahl)
Kirchliche Bauten
- Kirche Bruder Klaus, Oberwil bei Zug – Fertigstellung 1956 (Brütsch und Stadler)
- Pfarrkirche Heiliggeist, Suhr – Fertigstellung 1961 mit Ingenieur Emil Schubiger[1]
- Kirche St. Antonius, Bern-Bümpliz – Fertigstellung 1961
- Muttergotteskapelle, Niesenberg – Fertigstellung 1962
- Kirchenzentrum St. Johannes, Buchs – Fertigstellung 1967
- Kirchenzentrum St. Michael, Luzern – Fertigstellung 1967
- Stadtkirche St. Katharina, Klingnau, Neubau unter Einbezug des Turms und des Hochchors – Fertigstellung 1967
- Kirche St. Franziskus, Zweisimmen, Bern – Fertigstellung 1978 (Brütsch und Bernet)

Profane Bauten
- Rathaus Zug, Umbau und Gesamtrenovation – Fertigstellung 1952 (Brütsch und Stadler)
- Wohn- und Geschäftshaus 'Seepark', Zug – Fertigstellung 1954 (Brütsch und Stadler)
- Lehrerinnenseminar Bernarda, Menzingen, Zug – Fertigstellung 1958  (Brütsch und Stadler mit Hafner und Wiederkehr)
- Modehaus Zehnder, Zug – Fertigstellung 1964
- Institut Menzingen, Krankenhaus und Hallenbad, 1962–1967
- Kurhaus der Krankenkasse Concordia, Serpiano – Fertigstellung 1971 (Brütsch und Bernet)
- Einfamilienhausgruppe, Zug – Fertigstellung 1971 (Brütsch und Bernet)
- Stadthaus am Kolinplatz, Zug – Fertigstellung 1981 (Brütsch und Bernet)